# Alfa Romeo Mille AU
L'Alfa Romeo Mille A est un modèle d'autobus fabriqué par le constructeur italien Alfa Romeo SpA en versions distinctes : urbaine "AU" - interurbaine et GT "AI". Chaque version a connu deux générations, Mille A 10P de 1959 à 1962 et Mille A7 de 1962 à 1965.
Ce sera la dernière série d'autobus de grandes dimensions produite par le constructeur italien. À partir de 1966, il ne fabriquera que des véhicules de ramassage scolaire et des mini/midibus GT pour les visites d'entreprises.
Ce modèle a également été décliné en version trolleybus sous les noms Mille Aerfer et Mille AF essentiellement équipés de moteurs électriques Ansaldo, OCREN, Marelli ou Tecnomasio. 
Si la première génération de l'Alfa Romeo Mille AU10P conserve l'implantation traditionnelle des autobus de cette époque avec le moteur placé verticalement à l'avant du véhicule, le modèle Mille AU7 fait partie d'une nouvelle génération d'autobus avec le moteur placé à plat entre les essieux avec une position de l'essieu avant en retrait ce qui diminue l'empattement au profit de la stabilité et d'une meilleure maniabilité. 

## Alfa Romeo Mille AU 10P
Cette version Mille 10P n'a été produite que durant l'année 1960 avec une  carrosserie autoporteuse type Casaro Tubocar. Par rapport aux modèles précédents, le Mille 10P disposait en série d'une direction assistée et de l'essieu avant en position reculée pour améliorer la maniabilité dans les rues étroites en ville. De nombreuses sociétés de transport (ATM) des villes italiennes ont commandé aux carrossiers industriels comme Menarini, Aerfer, Varesina et Pistoiesi. L'ATM de Milan a radié ses derniers exemplaires en 1982.
Selon les archives, ces véhicules ont été livrés aux ATM (Régies de transports urbains) :
- Ancône : 2 unités,
- Avellino : 14,
- Gênes : 50,
- La Spezia : 9,
- Mantoue : 2,
- Milan : 30.
- Palerme : 12,
- Rome : 10.

Soit un total de 104 exemplaires du modèle Mille AU 10P.

## Alfa Romeo Mille AU7
La version Mille AU7 a été fabriquée de 1962 à 1964. Elle disposait également de la carrosserie de nouvelle conception de type autoporteuse bien que très différente de celle de la version précédente Mille AU 10P. Cette structure était fabriquée par SEAC (Società Esercizio Autocostruzioni Casaro). La direction était assistée et la transmission automatique. Cette version était équipée d'une boîte de vitesses électro-hydraulique ZF. Les derniers exemplaires en service ont été radiés en décembre 1983.
Selon les archives, ces véhicules ont été livrés aux ATM, (Régies de transports urbains) :
- Avellino : 2 unités,
- Milan : 85,
- Naples : 75,
- Rome : 118,
- Trieste : 10,
- Venise : 4.

Soit un total de 296 exemplaires du modèle Mille AU7.
Aucune archive officielle du constructeur n'a été retrouvée sur le reste de la production. Selon l'ouvrage "L'altra Alfa" de Stefano Salvetti, 1 005 exemplaires ont été produits dont 100 autobus urbains pour la Yougoslavie et 90 trolleybus pour Montevideo.